# Ufhusen
Ufhusen är en ort och kommun i distriktet Willisau i kantonen Luzern, Schweiz. Kommunen har 936 invånare (2023).